# Gebetskette
Gebetsketten sind Ketten, die von Mitgliedern verschiedener Religionen verwendet werden, um die Wiederholungen von gleichen oder gleichartigen Gebeten, Gesängen oder Andachten zu zählen. Sie können auch zur Meditation oder zur Entspannung verwendet werden. An einer Schnur aufgereihte Perlen oder Knoten sind ein altes und in vielen Kulturen weit verbreitetes mnemotechnisches Hilfsmittel. Knotenschnüre wie das besonders ausgereifte, altperuanische Quipu gab es auch in Polynesien und China.

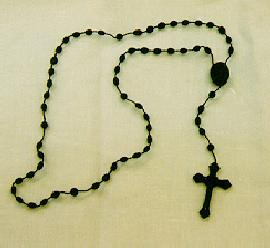
Rosenkranz im Christentum

## Spirituelle Funktionen
Unter einer Gebetsschnur oder einer Gebetskette wird eine auf einer Schnur aufgereihte, an einen zumeist Lederriemen aufgefädelte, angebundene oder mittels Kettengliedern verbundenen, aus unterschiedlichen Materialien bestehende Knoten-, Kugeln-, Perlen- oder Scheibenaufreihung verstanden, die als Zählhilfe für eine bestimmte Anzahl wiederholter Gebetsformeln dienen. Sie werden in verschiedenen religiösen Systemen in ähnlicher Weise genutzt.

## Gebetsketten in verschiedenen Religionen

### Christentum
- Römisch-katholische Kirche
  - herkömmlicher  Rosenkranz
  - Barmherzigkeitsrosenkranz
  - Rosenkranz Unserer Lieben Frau von den Tränen
  - Kleiner Rosenkranz zum Jesuskind

- Orthodoxe Kirche
  - Komboskini (Jesusgebet)
  - Lestowka (Jesusgebet)

- Protestantismus
  - Christus-Rosenkranz
  - Perlen des Glaubens

- Anglikanische Kirche
  - anglikanischer Rosenkranz

### Buddhismus und Hinduismus

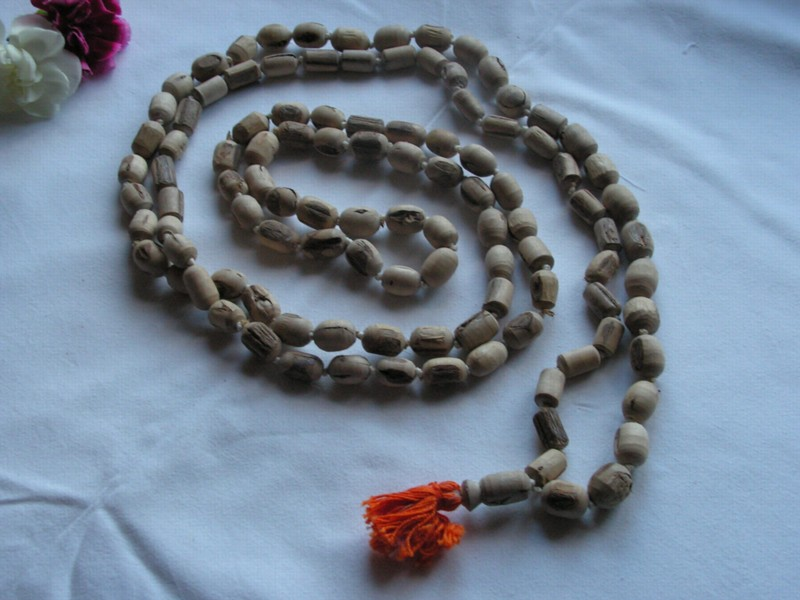
Tulsi Japa Mala mit 108 Perlen

Die buddhistische und hinduistische Gebetskette heißt Mala (Sanskrit माला, mālā) und besteht in der Regel aus 108 Perlen. Gefertigt ist sie üblicherweise aus Naturprodukten, etwa Nüssen oder Palmholz. Teilweise werden auch Knochen oder Hornperlen verwendet, als Symbol für die Vergänglichkeit des Seins.
Im Buddhismus stehen die 108 Perlen für die 108 Bände der gesammelten Lehren Buddhas. Im Hinduismus stehen die 108 Perlen für 108 Namen oder Attribute der angebeteten Gottheit.
Benutzt wird die Mala bei der Zitation eines Mantras. Dabei werden drei Arten unterschieden:
1. laute Zitation (Vaikhari-Japa)
2. Zitation in Gedanken (Manasika-Japa)
3. tonlose Zitation mit den Lippen (Upamshu-Japa).

Vergleiche dazu auch den Artikel Japa.

### Islam

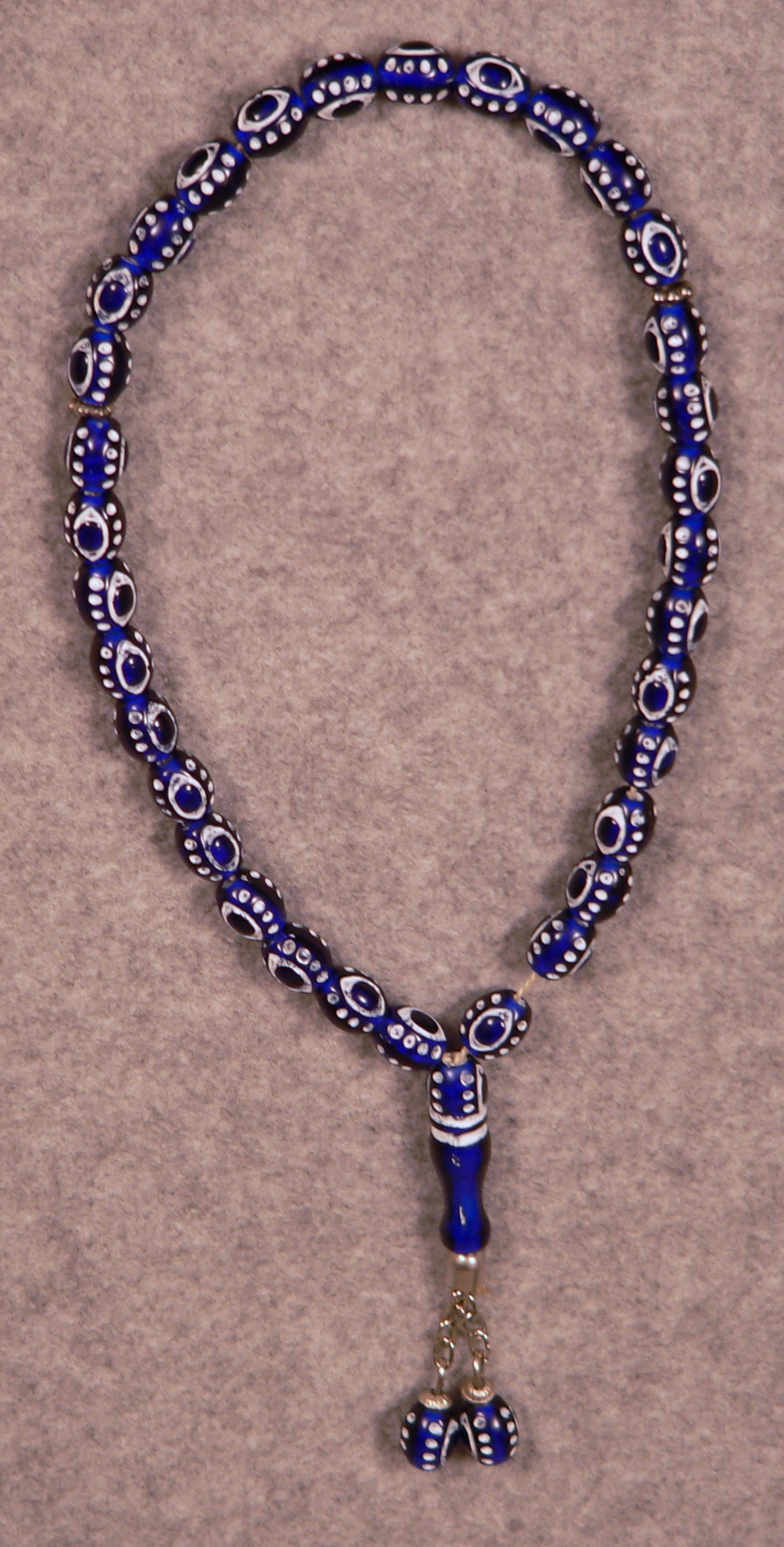
Misbaha im Islam

Die islamische Gebetskette heißt korrekt Misbaha oder Subha. In der nicht-arabischen Umgangssprache wird sie aber oft auch Tasbih, (türkisch) Tesbih bzw. Tespih genannt, was jedoch nicht ganz korrekt ist, denn diese Namen bezeichnen eigentlich den Vorgang, also die Lobpreisung (Gottes), obwohl alle Wörter auf dieselbe Wurzel zurückführen.
Die Misbaha gibt es in verschiedensten Formen und Farben. Sie kann aus verschiedensten Materialien, wie z. B. aus Holz oder Kunststoff, klein oder groß, hergestellt worden sein. Es gibt sie mit 11, 33, 99 oder 1000 Perlen; am meisten Verwendung finden jedoch solche mit 33 oder 99 Perlen. Die Gebetskette mit 99 Perlen ist häufig in drei Teile unterteilt, die aus jeweils 33 Perlen bestehen.
Man kann beim Benutzen der Subha auf zwei verschiedene Weisen vorgehen:
- 33-mal Gott preisen für seine Werke und sein Tun („Subhann-allah“)
- 33-mal Gott danken („Alhamdulillah“)
- 33-mal Gott seine Großartigkeit, Allwissenheit, Mächtigkeit, Gerechtigkeit etc. bezeugen („Allahu-akbar“).

Bei der zweiten Variante kann man die oben genannten Aspekte bei jedem einzelnen Abschnitt wiederholen. Beim Gebet mit der Gebetskette können aber auch entweder die im Koran vorkommenden 99 Namen Allahs rezitiert oder andere religiöse Formeln gesprochen werden.